# Begum Samru
Joanna Nobilis Sombre (ca. 1753– 27. januar 1836), en konverteret katolik, normalt kendt som Begum Samru (बेगम समरू eller بیگم سمرو) og også som Begum Sumru, (fødselsnavn Farzana Zeb un-Nissa) var en indisk danser, der endte som hersker over Sardhana, der er et mindre hertugdømme nær Meerut. Hun ledede en professionel hær af lejesoldater, som hun arvede fra sin mand, Walter Reinhardt Sombre, der ligeledes var lejesoldat. Hæren bestod af europæere og indere. Hun bliver betragtet som den eneste katolske leder i Indien, da hun styrede hertugdømmet Sardhana i 1700- og 1800-tallet.
Begum Sumru døde enormt rig. Hendes arv blev anslået til at være omkring 55,5 millioner guldmark i 1923 og 18 milliarder tyske mark i 1953. Hendes arv er fortsat til debat i dag. En organisation kaldet "Reinhards Erbengemeinschaft" (Reinhards Arveselskab) kæmper stadig med at afgøre arvespørgsmålet. I sin levetid konverterede hun til kristendommen fra islam.